# Quintos

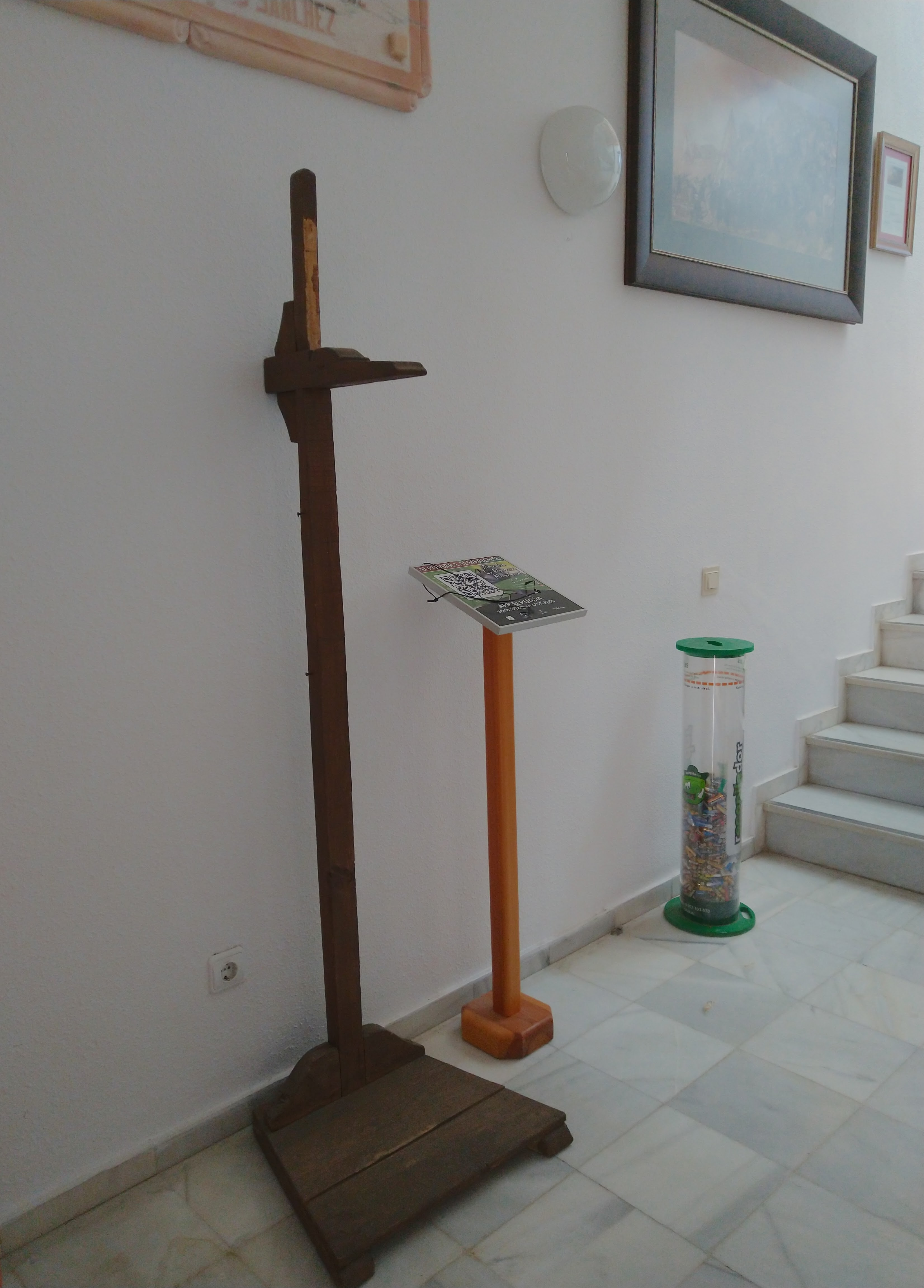
Tallador de quintos, para medir la altura de los futuros reclutas.

Se llamaba quintos a los jóvenes que al cumplir la mayoría de edad en España se incorporaban al servicio militar obligatorio. Aunque el servicio militar ha desaparecido en España, en muchos lugares los quintos se han convertido en una tradición festiva, por la que los jóvenes, al cumplir la mayoría de edad, hacen una especie de fiesta para recordar a los antiguos quintos.
En la actualidad, también se llama quintos a los alumnos aspirantes del Colegio de Guardias Jóvenes Duque de Ahumada de Valdemoro durante su primer año en el Colegio; en el segundo año se los denomina "polillas".[cita requerida]
Se puede considerar también como un «rito de paso» que abunda en otras culturas al cumplir la mayoría de edad.
El nombre proviene de las quintas, el discriminatorio sistema de reclutamiento que estuvo vigente en España entre 1730 y 1912 y que tiene su origen en el reinado de Juan II de Castilla (1406-1454) durante el cual se estableció que uno de cada cinco varones debía servir en el ejército, disposición que Felipe V retomó en 1705.

## En Castilla y León y Castilla-La Mancha

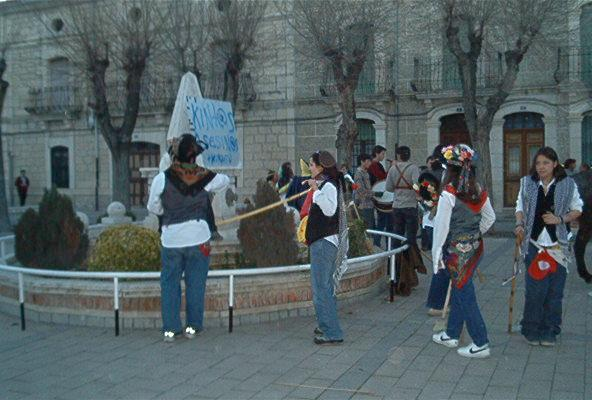
Fiesta de Quintos en Campaspero (Valladolid).

Aunque desde años ya no van a la mili, en la localidad se sigue manteniendo la tradición de medir y pesar a los quintos. Es lo que se llama "tallar". Castilla y León y Castilla-La Mancha tienen como tradición que los quintos talen un árbol verde y sin desbrozarlo coloquen el mayo (así se llama el árbol talado para esta tradición) en la plaza del pueblo o delante de las casas de las jóvenes solteras.

## Castilla-La Mancha

### Provincia de Toledo
En Camarena, tienen un protagonismo muy especial en distintos momentos a lo largo del año: talla y sorteo, ya desaparecidos, Semana Santa, el Mayo, también extinto y la noche de la víspera de Todos los Santos. 
El día de Jueves Santo los quintos portan el paso de la Oración del Huerto y cantan el popular La muerte no es el final. La noche de la víspera del Domingo de Resurrección, los quintos y quintas, recorren las calles del pueblo tirando cohetes y haciendo presencia en todo el pueblo. También esa noche levantan un arco de ramas adornado en la plaza. Debajo de ese arco tendrá lugar el encuentro en procesión de Cristo Resucitado y la Virgen María. En ese momento en el que se encuentran, prenden fuego al Judas, un muñeco de paja con una bomba en su interior, caracterizado con algún personaje famoso de regocijo popular, que ellos mismos han creado. Durante el encuentro preden fuego a la bomba del Judas y se produce una gran explosión. Después es tradicional pedir dinero para celebrar una comida.
La víspera del día de Todos los Santos, los quintos se reúnen para hacer, comer y embadurnarse con las “puches” y pasan toda la noche lanzando cohetes. Por la mañana piden dinero para celebrar una comida.
Las quintas (conocidas aquí como kintas), toman el nombre de K'XX. La XX es un número que varía de un año a otro, y hace referencia a los dos últimos dígitos del año siguiente en que celebran el Judas.

### Provincia de Cuenca
- En la provincia de Cuenca, eran costumbre las rondas por parte de los quintos o mozos que eran llamados a filas. Las rondas se celebran recorriendo todas las calles del pueblo acompañadas de la orquestina y de los instrumentos más insólitos. Actualmente apenas se dan estas rondas debido a la ausencia de gente joven o “moza” en el lugar. En su recorrido invitan a los transeúntes a beber del botillo, mientras corean el acto de la liberación con estos versos, cantados a grito pelado:

Mientras el cuerpo aguante
No pares de beber
¡Que beba! ¡Que beba!
¡Que vuelva a beber!
¡Arriba cachipurriana!

Al final de las rondas, en que recogían de todo por las casas (dinero y especie), mataban un cordero y con lo recogido estaban de “zangona” varios días.

### Provincia de Ciudad Real
En la provincia de Ciudad Real se celebra en escasos pueblos, ya que, desde que el servicio militar no es obligatorio, los jóvenes han dejado de celebrarlo. Es tradición, en los pueblos donde se celebra, la reunión de todos los quintos de ese año y celebrar una fiesta durante un fin de semana, como es el caso de Cabezarrubias del Puerto, en el que se dedica el carnaval a este hecho, para poder celebrar la quinta de ese año.

## Castilla y León

### Provincia de Ávila
- Madrigal de las Altas Torres

Al cumplir la mayoría de edad, cada uno de los quintos disfruta de todo un fin de semana esta tradición, que generalmente se celebra a principios del mes de marzo. Los quintos suelen estar viernes y sábado en un local propiedad del Ayuntamiento de Madrigal, donde se celebra una fiesta con música y bebida (invitación de los quintos) para todo aquel que quiera asistir. Aunque hace años que no se va a la mili, en la localidad se sigue manteniendo la tradición de medir y pesar a los quintos. Se celebra el domingo a primera hora, en el salón del ayuntamiento, donde se procede a tallar a todos los jóvenes y, posteriormente, acompañados de una charanga y como manda la tradición, recorren las casas de cada uno de los quintos, donde tienen preparada comida y bebida para todos los acompañantes.
- Fontiveros
- Sotillo de la Adrada

Los chicos y chicas que cumplirán la mayoría de edad cantan, en honor a la virgen, delante de todo el pueblo en enero y septiembre. 
- La Adrada
- Piedralaves
- Santa María del Tiétar
- Mijares

Mijares cuenta entre sus tradiciones con la celebración de los "Quintos", una fiesta que se lleva a cabo el segundo y tercer fin de semana de marzo. A lo largo de estos días, los mozos que ese año entran en quinta, aquellos que estaban llamados a prestar el servicio militar, se unen para celebrar su mayoría de edad, haciendo una hoguera en la plaza. Por la noche se realiza una fiesta con orquesta en una carpa situada en el pueblo. Esas jornadas se caracterizan por el ambiente festivo y familiar, se elaboran las tradicionales "tortillas" y por parte de las familias de los quintos se preparan las famosas rosquillas y la típica limonada.

### Provincia de León
- Prioro (León)

En este pueblo de la montaña oriental de León, el tema de los quintos cambia un poco. Desde los 16 años de edad hasta los 20 se organiza la gente por “quintadas”. El 16 de agosto se juntan estas quintadas y van a “tomar las copas” a casa de cada quinta, donde se les convida para finalmente acudir todos a la “era”, donde se hace la verbena el día 16 de agosto. La celebración de los quintos concluye cuando se cumple 20 años, entonces la quintada que corresponda a ese año es la protagonista y esto se celebra todo el mes de julio y agosto.
Desde el 1 de julio se juntan los quintos en una casa (que se les deja para la ocasión) y se dedican a hacer flores de papel (para más tarde colocar el ramo de cada quinta) y escarapelas para poner en el hombro de los quintos y quintas; cada día echan la ronda por el pueblo y tiran cohetes. El 24 de julio de este mes, los quintos cortan un pequeño ramo para cada quinta y lo adornan quedándose toda la noche vigilándolos, ya que la tradición es que la quintada veterana del año anterior se los intente quitar y esconder.
Antes de amanecer, van con un carro a colocar los ramos en los tejados de cada quinta. El día 25, día de Santiago Apóstol y de los quintos, éstos van a misa con la escarapela en el hombro y el nombre que han decidido para la quinta da, que no se sabrá hasta el 25 de julio en la misa. Se celebra la misa en la que ellos mismos participan cantando y se le coloca una corona de flores a “Santiago”. Seguidamente se van “a tomar las copas” haciendo el recorrido de rigor por los bares y las casa de los quintos y quintas. Al final del copeo se firman las escarapelas y se ponen frases para el recuerdo.
Cada Quintada tiene un nombre. Se tienen constancia de estos nombres desde el año 1962. La relación de nombres son los siguientes (se está actuliazando esta información): 
- Los del Twist (1962)
- ... (1963)
- ... (1964)
- Los de la Yenca (1965)
- Los Intocables (1966). Fueron los primeros con escarapela de Tela
- ... (1967)
- Los Mismos (1968)
- Los del Apolo (1969)
- Los Yenis (1970)
- Los Robles (1978)
- Los Rayos (1979)
- Los Bieldos (1980)
- Los Luceros (1981)
- Los Romeros (1982)
- Los Pandos (1983)
- Los Llaniquios (1984)
- Los Montañeses (1985)
- Los Milanos (1986)
- Los Cencerros (1987)
- Los Salerosos (1988)
- Los Brezos (1989)
- Los Anojos (1990)
- Los Tejos (1991)
- Los del Cea (1992)
- Los Rebecos (1993)
- Los Serrones (1994)
- Los Nines (1995)
- Los Horreos (1996)
- Los Zagales (1997)
- Los Badajos (1998)
- Los Albares (1999)
- Los Ayucos(2000)
- Los Adiles (2001)
- ... (2002)
- Los Bieldos (2003)
- Los Sestiles(2004)
- Los Esquilos (2005)
- Los Resalaos (2006)
- Los Vencejos (2007)
- Los Rediles (2008)
- Los Pelusines (2009)
- Los Mundiales (2010)
- Los Rapaces (2011)
- Los Motriles (2012)
- Los Alupendes (2013)
- Los Achuchones (2014)
- Los Trashumantes (2015)
- Los Revilgones (2016).
- Los Andrines (2017)
- Los Mayorales (2018)
- Los Esquilones (2019)
- Los Veceros (2020)
- Los Linderos (2021)
- Los Margallos (2022)

Es tradición hacer al menos una cena de quintos una vez al año después de haber cumplido los 20 años, coincidiendo con las fiestas del pueblo y más concretamente con el día 16 de agosto que es San Roque que es el día de las quintadas.

### Provincia de Salamanca
- Alaraz (Salamanca)

La fiesta de los quintos en Alaraz es el Lunes de Aguas (el lunes que sigue al domingo siguiente al de Resurrección), y es la fiesta más importante de la primavera, con una romería consistente en bajar desde la ermita situada en el monte, hasta la iglesia del pueblo, al Cristo del Monte (patrón del pueblo), al son de una jota tradicional. Los quintos y quintas cruzan el río Gamo a pie.
Las marzas, en Alaraz, las celebran los quintos en Navidades.
- Babilafuente (Salamanca)
- Cantalapiedra (Salamanca)
- Cantaracillo (Salamanca)
- Macotera (Salamanca)

Los quintos macoteranos protagonizan las fiestas a lo largo del año. Se “presentan” durante las Navidades, recorriendo el día 27 las calles del pueblo con la banda de dulzaineros, ofreciendo pastas de té y pacharán a los vecinos, que les dan la voluntad. Van vestidos de militares, recordando los inicios, cuando los quintos se despedían antes de entrar al servicio militar. Durante el verano, para las fiestas de San Roque, se escoge entre las quintas de cada año a la corte de honor: una reina y cuatro damas, que presidirán los actos oficiales, desde la entrega de sus bandas el día 14. Entre estos actos se encuentran las misas, las corridas de toros y la lectura de la Loa a San Roque. 
- Palaciosrubios (Salamanca)
- Poveda de las Cintas (Salamanca)
- Rollán (Salamanca)
- Santiz (Salamanca)
- Villaflores (Salamanca)
- Villoria (Salamanca)
- Villoruela (Salamanca)
- Encinas de Abajo (Salamanca)

### Provincia de Valladolid
- Cogeces del Monte (Valladolid)

En Cogeces del Monte, la celebración de Quintos se considera una tradición consolidada, y se continúa festejando en la actualidad. Los jóvenes que cumplen la mayoría de edad, se reúnen en fechas anteriores a los Carnavales para pintar frases representativas por las calles del pueblo, las cuales la noche siguiente, los Quintos del año anterior se reúnen de nuevo para taparlas, a modo de "rivalidad" entre Quintadas.
Posteriormente, en Carnavales, se realiza otro festejo, conocido popularmente como "correr las cintas". Primero, los Quintos recorren las casas del pueblo pidiendo "la propina de Carnaval" (otra de las tradiciones populares de la localidad) a cambio de un dulce. Los cogezanos entregan esta propina a los Quintos para que organicen la fiesta.
Después, al son de la música los Quintos hacen un juego que consiste en desenrollar unas cintas colgadas de una cuerda, en la calle, pasando por debajo de ellas, tradicionalmente en burro, aunque actualmente se realiza encima de un carro, mientras los demás quintos dificultan la hazaña, lanzando huevos y harina. A este festejo acude también el resto del pueblo para divertirse, donde además se les ofrece un chocolate caliente.
Y en fechas que coinciden con la Semana Santa, se celebra en sábado el "Baile de Quintos", donde los chicos y chicas se visten con sus mejores galas y recorren las calles del pueblo. Los chicos van buscando a cada una de las chicas, por sus diferentes casas, acompañados por música, generalmente una charanga o dulzaineros. Posteriormente se celebra una comida de hermanamiento y por último se celebra un baile, donde los quintos invitan al resto del pueblo para que les acompañen en ese día.
Por último, y no menos importante, la noche del 30 de abril al 1 de mayo se "planta el Mayo". Los quintos recogen un tronco, lo más grande posible, normalmente de chopo y lo plantan en una de las eras del pueblo.
Actualmente los quintos, cuando cumplen cincuenta años, se reúnen de nuevo para revivir esa experiencia en una comida, cena o celebración.
- Campaspero (Valladolid)
- Íscar (Valladolid)
- La Pedraja de Portillo (Valladolid)
- Olmedo (Valladolid)
- Rueda (Valladolid)
- Montemayor de Pililla (Valladolid) (Valladolid)

### Provincia de Zamora
La tradición en Zamora es seguida aún por ciertos pueblos. En estos, cada año los jóvenes que cumplen dieciocho años celebran su quintada. Primero se celebra una cena, a la cual asisten los participantes y organizan todo. El uno de mayo se coloca el mayo, es decir, un árbol alto, en la plaza u hoy en día en un lugar del pueblo. Los quintos en sí se celebran dependiendo del pueblo en unas fechas u otras, en agosto principalmente o en diciembre. Este día los jóvenes quintos se suben a caballo vestidos de militares y recitan a modo de verso una relación que consta de una presentación y una serie de anécdotas graciosas de cada uno. El capitán comenzará esta fiesta. También existen duelos, en los cuales dos quintos realizan sus relaciones a modo de lucha en la cual se meten con el otro contando cada uno anécdotas del otro. Tras esto, todo el pueblo está invitado a refrescos y pinchos fiesta para los jóvenes. Es una tradición que se sigue realizando en muchos pueblos de Zamora, como Fuentespreadas, L'Aldea, El Piñero, etc. Actualmente los quintos, cuando cumplen cincuenta años, se juntan para revivir esa experiencia en una comida o cena.
- Coreses (Zamora)
- Manganeses de la Polvorosa (Zamora)
- Toro (Zamora)
- Guarrate (Zamora)

## Cataluña

### Provincia de Lleida
- San Lorenzo de Morúnys (Lérida)

### Provincia de Tarragona
- Benifallet (Tarragona)
- Bot (España)

## Extremadura

### Provincia de Cáceres
- La fiesta se hace el último fin de semana de febrero que coincide con los carnavales.
- Los chicos y chicas que cumplen en ese mismo año los 18 años de edad, son los quintos y cada día hacen algo diferente.
- El viernes sobre las siete de la tarde se dirigen los quintos a la carretera en la entrada del pueblo. Allí hacen una hoguera, un poco retirada de la carretera, y se para a los coches para pedirles dinero a cambio de un trago de vino a los acompañantes, o unas pastas y un refresco para el conductor. Allí se juntan los amigos de los quintos para acompañarlos y cenan con ellos, todos juntos en la hoguera.
- Al día siguiente, durante todo el día se sigue haciendo lo mismo. Por la noche, los quintos y los amigos cenan juntos y después los quintos se van por todo el pueblo a hacer trastadas y a pintar a la puerta de cada quinto en el suelo su nombre y la fecha en la que ha sido quinto.
- El último día se corren los gallos, que consiste en que los quintos y quintas se visten con una camisa blanca, un pantalón negro, un fajín rojo, un chaleco bordado y un sombrero, y van a caballo. En una calle del pueblo se tienen colgados de una soga a unos gallos muertos, y los quintos tienen que pasar con el caballo y arrancarles la cabeza. Después los quintos y quintas invitan a comer, con el dinero que han sacado de estar pidiendo a los coches los días anteriores, a la familia y amigos, y allí están hasta por la tarde.
- En otros pueblos cacereños, como en Peraleda de San Román, hay dos tipos de quintos: los de 18 años y los de 19 años. Los que tienen 18 años corren las cintas que se hacen el fin de semana de carnaval; consiste en que en un camino se pone una cuerda de un lado a otro y de ella se cuelgan cintas de colores con una anilla y los quintos pasan por debajo de un caballo y deben de tomarlas con una varilla. Esos mismos quintos, el día de Nochevieja por la madrugada, sacan un carnero por las calles y lo emborrachan, también van a casa de las quintas para que les den algo de comer y si no se lo dan les meten el carnero en casa. Por la noche matan el carnero y hacen una cena a la que van los familiares y amigos de los quintos y quintas. Ese mismo año pasan a correr los gallos en carnaval también; en el mismo camino ponen la cuerda y cuelgan los gallos y los quintos tienen que pasar en el caballo y arrancarles la cabeza.
- Tradiciones parecidas hacen los quintos de Albalá: corren los gallos, bailan las Tablas y encienden la Hoguera.

## La Rioja
- Pradejón (La Rioja)

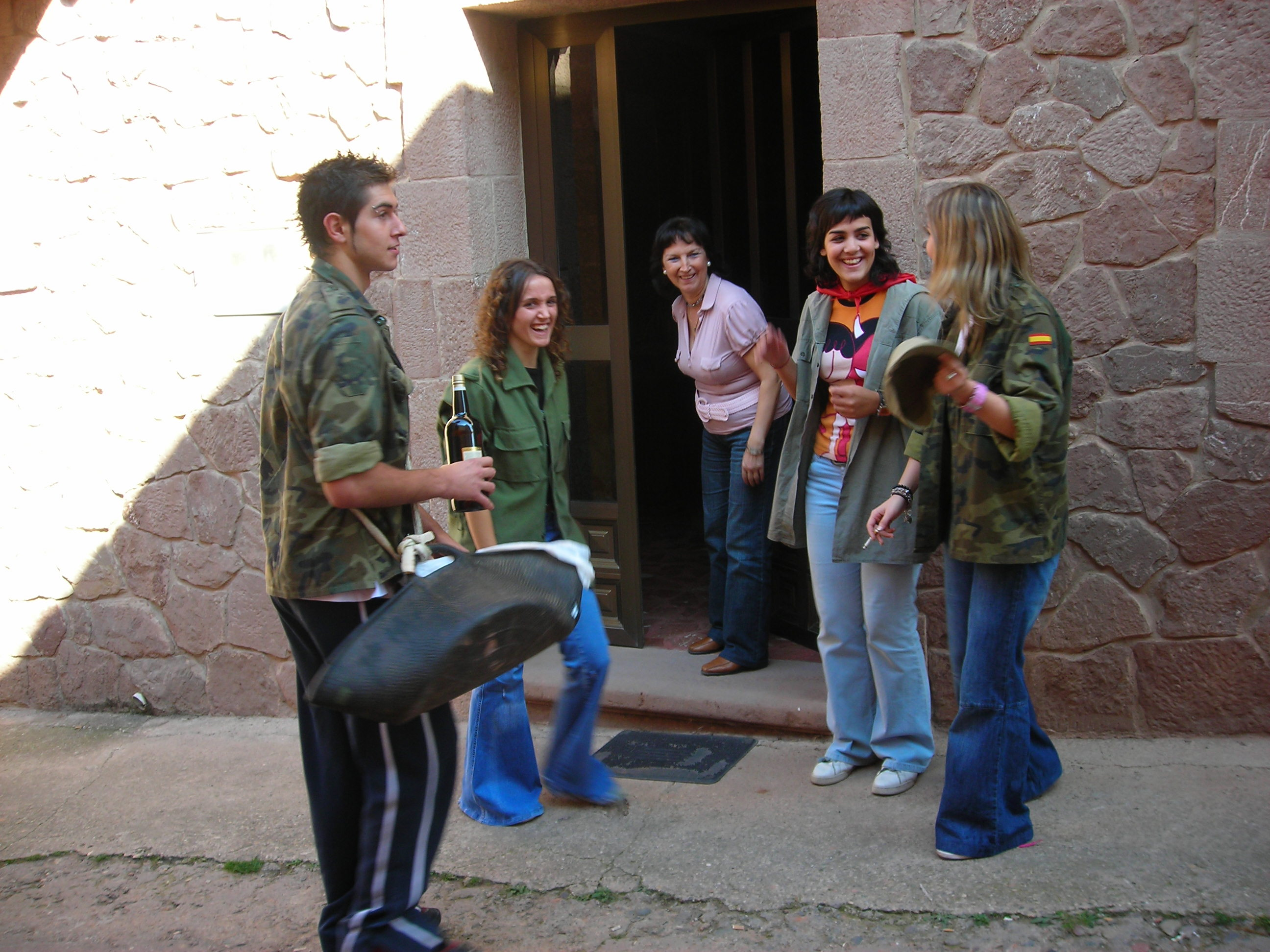
Grupo de quintos en Camprovín (La Rioja) en 2007.

  - Hoguera de Año Nuevo: Los quintos preparan durante la Navidad una enorme hoguera que será quemada la madrugada del 1 de enero tras toda la noche de fiesta.
  - Carro de los quintos: En el mes de abril, tras la salida de misa, un domingo los quintos y las quintas compiten por ver cuál de los dos tarda más en destrozar un carro que previamente habrán hecho con hiedra y troncos. Tras derribarlos y una larga pelea de globos de agua y huevos, todos se montan en uno de los carros y se pasean por todo el pueblo para posteriormente comer todos juntos.
  - Mayo de los quintos: El primer domingo de mayo, tras la salida de misa, los quintos y quintas se enfrentarán por ver cuál de los dos consigue tirar un chopo que previamente ha sido decorado con banderas, gallinas y conejos vivos y clavado en el centro de la plaza. Tras tirarlo, todos se juntarán para comer y pasar la tarde juntos en el chamizo.

Además de estos actos, los quintos se encargan de organizar fiestas a lo largo de todo el año en los diferentes bares y salas de fiesta del pueblo. Una fiesta muy común es la fiesta de quintadas, en la que tras reunirse todas las quintas del pueblo para cenar juntos, se celebrará una fiesta con Djs en la sala Arizona.
- Ausejo (La Rioja)

Los quintos se encargan de celebrar un fin de semana de fiestas en los que se encuentran diversos actos, como degustaciones por las tardes o verbenas en el patio del colegio por la noche. Todo esto financiado por los quintos con ayuda del ayuntamiento de Ausejo.

## Comunidad de Madrid
- Robledo de Chavela (Madrid), existen dos tradiciones relacionadas con los quintos:
  - La Hoguera de los Quintos: Antigua tradición que se remonta al año 1345, en la que, en la madrugada del 31 de diciembre, los quintos queman una gigantesca hoguera en el centro de la Plaza para recibir el año nuevo.
  - El Día del Judas: El Domingo de Resurrección, en Semana Santa, los quintos de la localidad apedrean un muñeco, clavado en lo alto de un largo tronco, que representa a Judas Iscariote, por su traición a Cristo.

## País Vasco

### Provincia de Álava
- Salvatierra (Álava)
- Zalduendo de Álava (Álava)
- Santa Cruz de Campezo (Álava)
- Arrastaria (Amurrio) (Álava)

### Provincia de Vizcaya
- Orduña (Vizcaya)

### Provincia de Guipúzcoa
- Escoriaza (Guipúzcoa)
- Arechavaleta (Guipúzcoa)

## Comunidad Valenciana

### Provincia de Alicante
- Agres (Alicante)
- Beniarrés (Alicante)
- Planes (Alicante)
- San Miguel de Salinas (Alicante)
- Calpe (Alicante)
- Pedreguer (Alicante)

### Provincia de Castellón
- Sueras (Castellón)
- Soneja (Castellón)

### Provincia de Valencia
- Anna (Valencia)
- Alboraya (Valencia)
- Bélgida (Valencia)
- Casinos (Valencia)
- Chera (Valencia)
- Foyos (Valencia)
- Camporrobles (Valencia)
- Alcublas (Valencia) en Alcublas los jóvenes que cumplen la mayoría de edad en ese año celebran los antiguos quintos. Los chicos se visten de militares la noche del 7 de diciembre y cantan puerta por puerta canciones originales de 4 versos a las mujeres solteras del pueblo.

## Tradiciones abandonadas
Además de la baja población juvenil actual en el medio rural, que hace que se pierdan bastantes tradiciones, otras, sin embargo, se han abandonado por motivos racionales porque suponían el maltrato a los animales, como:
- En ciertas localidades de Castilla y León, los quintos pasaban al galope a lomos de un caballo para agarrar unos gallos o pollos que colgaban atados de las patas en la plaza del pueblo. Sin embargo, se abandonó en la década de los 70 y 80 por su crueldad, ya que morían porque se les arrancaba el cuerpo de la cabeza atada, aunque la tradición en vez de perderse fue sustituida en unos casos por sacos colgados rellenos de plumas. Este rito aún se conserva en ciertas zonas de Toledo.

Otra de las celebraciones abandonada y una de las más famosas, por su repercusión mediática en la década de 1990, era el lanzamiento de una cabra desde un campanario. Al caer la cabra era recogida mediante una manta. Esta tradición era realizada en Manganeses de la Polvorosa (Zamora).